# Línea 23 (Avanza Zaragoza)

La línea 23 es una línea regular diurna de Avanza Zaragoza que comprende el recorrido entre el barrio de Parque Venecia y el Pabellón Siglo XXI.
En el horario en que el Pabellón no está abierto, hace el recorrido entre Parque Venecia y ciudad de la justicia , con terminal en el parque del respeto, frente al Pabellón de Aragón.
Es la quinta con más afluencia de viajeros de la red de Avanza Zaragoza. Tiene una frecuencia media de 6/7 minutos.

## Recorrido

### SentidosigloXXI
Café Florián, Palacio Ducal, Tintoretto, Avenida Puente de Los Suspiros, Avenida Tiziano, Zafiro, Cuarta Avenida, Oviedo, Pablo Parellada, Villa de Pau, Paseo del Canal, Joaquín de Traggia, García Lorca, Avenida San José, Avenida Tenor Fleta, Paseo Sagasta, Glorieta de Sasera, Paseo Pamplona, Paseo María Agustín, Plaza Europa, Valle de Broto, María Zambrano, Clara Campoamor
Ampliación al Pabellón siglo XXI:
Clara Campoamor, Avenida José Atarés

### Sentido Parque Venecia
Ampliación a siglo XXI: Avenida José Atarés, Clara Campoamor
Clara Campoamor, Gómez de Avellaneda, Valle de Broto, Plaza Europa, Paseo María Agustín, Paseo Pamplona, Paseo Sagasta, Avenida Tenor Fleta, Avenida San José, Paseo Tierno Galván, Villa de Pau, Faustino Casamayor, San Eugenio, Cuarta Avenida, Teniente Coronel León Moyano, Zafiro, Avenida Policía Local, Avenida Puente de Los Suspiros, Carnaval de Venecia, Carlo Scarpa, La Vogalonga, Bienal del Arte, Café Florián

## Historia

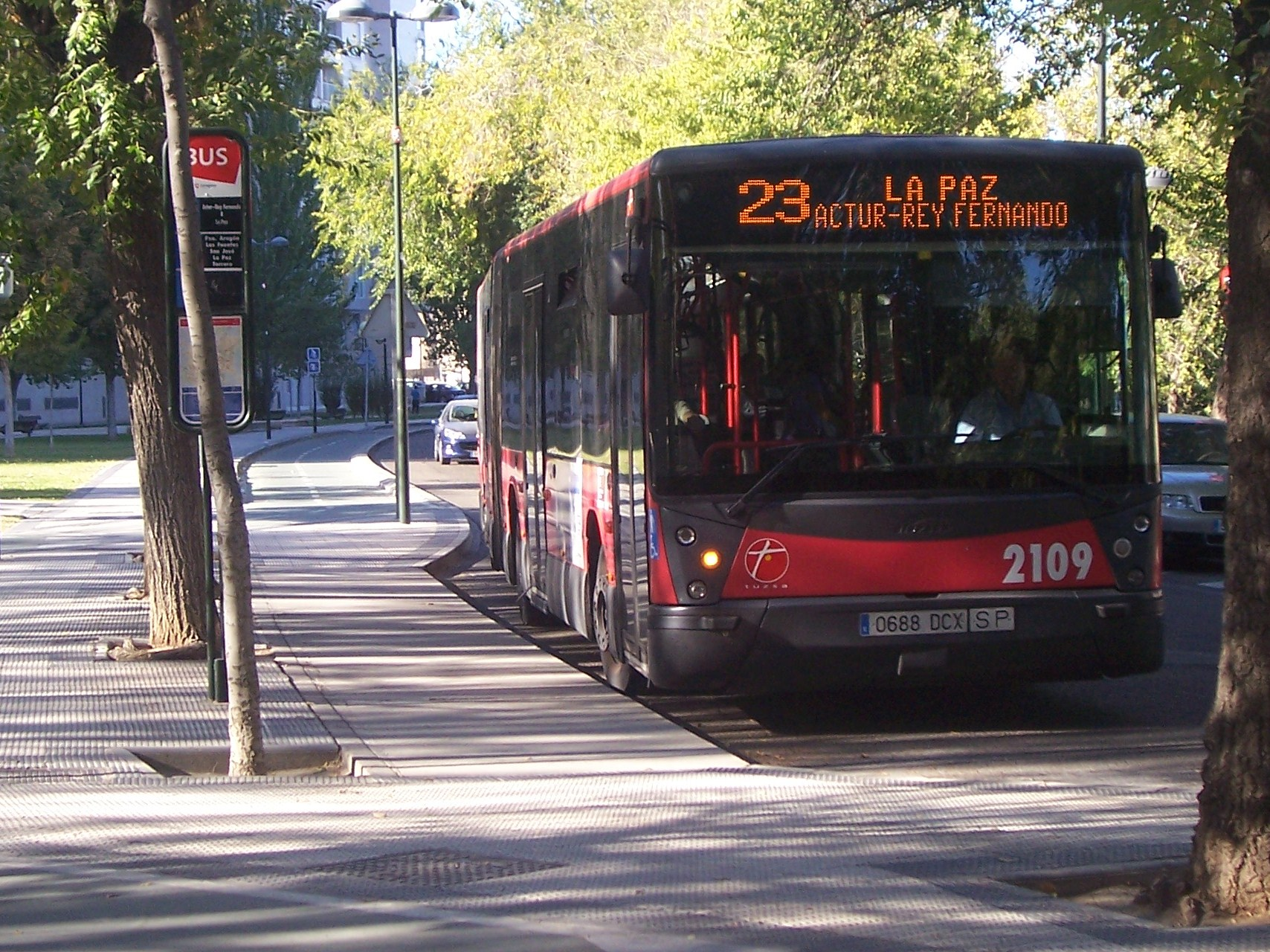
Bus prestando servicio en la línea 23, con su denominación anterior (La Paz-Actur Rey Fernando).

La línea 23, fue la tercera línea de autobús creada en Zaragoza en la segunda mitad del siglo XX, en el año 1965. A lo largo de su historia ha tenido los siguientes recorridos:
- PLAZA LARRAZ-LA PAZ
- Pza. SAN MIGUEL-LA PAZ
- POLÍGONO DE SANTIAGO-LA PAZ
- ACTUR REY FERNANDO-LA PAZ
- CIUDAD DE LA JUSTICIA/ACTUR REY FERNANDO-PARQUE VENECIA
- PARQUE VENECIA-SIGLO XXI (desde el 3 de abril de 2023).

En el año 2010, la línea 23, fue la segunda más usada en todo el año. Y también, en ese mismo año, se le asignaron a la línea, 16 vehículos. Actualmente suele llevar en sus vehículos carrocerías: Volvo 7900 Hybrid A e Irisbus Iveco Citelis Hispano Habit